# Los Angeles Vanguard
 (juillet 2019).

Le Los Angeles Vanguard est un journal hebdomadaire publié à Los Angeles, en Californie créé en 1976, après la fermeture du Los Angeles Free Press. Dave Lindorff en était l'un des fondateurs et le rédacteur en chef, assisté des journalistes Woodrow «Tommy» Thompson, Dorothy Thompson, Ben Pleasants, Ron Ridenour et Jim Horowitz. Selon Lindorff, le Vanguard aurait été infiltré par un membre sous couverture d'une brigade de la Division des informations et du renseignement publics (PDID) de Los Angeles, dirigée par Daryl Gates. Lindorff a également attribué la chute du journal à un effort du PDID visant à saboter ses revenus publicitaires: 
 "Après environ six mois d’exploitation, nous avons engagé une personne qui a coûté très cher pour vendre des espaces publicitaires dans le journal. Ce n'est que beaucoup plus tard, après la fermeture du journal, que cette personne nous a appris que son patron, un responsable d'agence de publicité, lui avait dit de ne faire que prétendre essayer de vendre des publicités. Il s'est avéré que cec cadre avait un fils qui avait été arrêté par la police de Los Angeles pour avoir consommé de la drogue, et la police avait fait pression sur le père en lui disant que s'il empêchait notre journal de faire de la publicité, les accusations retenues contre son fils seraient retirées. "  
 Le procès CAPA v. Gates, de la Coalition contre les abus de la police (CAPA) et une vingtaine d'autres plaignants, a ensuite poursuivi le département de police de Los Angeles (LAPD) en se basant sur le premier amendement. Ils ont révélé et démontré le harcèlement, la surveillance et des infiltrations illégales du mouvement progressiste à Los Angeles par des agents de la LAPD - et ont révélé des liens entre Gates, le PDID et Western Goals, une officine d'extreme droite basée à San Francisco. Cet organisme constituait et rassemblait des dossiers d'espionnage et les mettait à la disposition des forces de l'ordre nationales et des agences fédérales d'espionnage qui se sentaient bloquées par les réformes postérieures au Watergate visant à limiter cet espionnage. 3 
Les poursuites engagées contre Gates et la LAPD ont été couronnées de succès. Une commission de police a ordonné le démantèlement du PDID, qui a eu lieu en janvier 1983. En février 1984, un règlement à l'amiable a accordé 1,8 million de dollars aux demandeurs, personnes et organisations nommément désignés, ayant poursuivi la ville de Los Angeles 